# Quận Shelby, Alabama
Quận Shelby là một quận thuộc tiểu bang Alabama, Hoa Kỳ. Theo điều tra dân số năm 2000 của Cục điều tra dân số Hoa Kỳ, quận có dân số 192.503 người. Quận lỵ đóng ở Columbiana. Quận được đặt tên theo Isaac Shelby, Thống đốc Kentucky. Quận được lập ngày 7/2/1818.

## Địa lý
Theo Cục điều tra dân số Hoa Kỳ, quận có diện tích 2097 km2, trong đó có 2058 km2 là diện tích mặt đất và 38 km2 là diện tích mặt nước.

### Xa lộ
- Interstate 65
- U.S. Highway 31
- U.S. Highway 231
- U.S. Highway 280
- State Road 25
- State Road 70
- State Road 76
- State Road 119
- State Road 155
- State Road 261